# Chrysopodes flavescens
Chrysopodes flavescens är en insektsart som först beskrevs av Blanchard in Gay 1851.  Chrysopodes flavescens ingår i släktet Chrysopodes och familjen guldögonsländor. Inga underarter finns listade i Catalogue of Life.